# 钱畔隧道
钱畔隧道（原名钱江路隧道）为杭州市隧道道路，南起钱江路1608号（预编），北至空港大道（昙花庵路口南侧），是钱江新城二期“三横九纵”路网建设中“九纵”中的一项重要工程，钱畔隧道为城市主干路，全线为U形槽+隧道形式，双向4车道规模，设计时速50公里，左线全长约1930米、右线全长约1915米。工程在沪杭甬下方段还包含引水河改造工程，采用倒虹形式下穿钱畔隧道，共设3处倒虹井。其主要作用是方便三堡地区居民出行上下快速路而建设，因钱畔下穿空港大道无通行路口，需要绕行凤起东路等其他道路，相对不方便。故建设此路。

## 历史
2020年5月22日，隧道开工建设。
2022年1月20日，完成隧道主体结构。
2022年5月20日，完成项目竣工验收。
2022年7月8日，隧道正式通车。
2024年5月25日，市民政局公示将隧道名称更改为“钱畔隧道”。
2024年7月4日，隧道更名事宜获市政府批准。